# تانتالوم
التانتالوم عنصر كيميائي في الجدول الدوري له الرمز Ta، له العدد الذري 73، وهو معدن انتقالي نادر، صلب وذو لون أزرق رمادي.

## الأستخدام
يستخدم في الصناعات الدقيقة للطائرات وخاصة صناعة مراوح الطائرات النفاثة ويستخدم في صناعة آلات تشغيل المعادن ومعدات العمليات الكيميائية، والمفاعلات النووية وأجزاء الصواريخ، ويكثر استعمال التنتالوم في صناعة معدات الجراحة والأجهزة المزروعة في الجسم البشري فعل سبيل المثال. تستخدم طلاءات التنتالوم المسامية في صناعة أعضاء عظمية تعويضية بسبب قدرة التنتالوم علي تشكيل رابطة مباشرة مع الأنسجة الصلبة ويستخدم الأكسيد في صناعة زجاج خاص ذي معامل حراري عال لصناعة عدسات الكاميرات.
وتمتلك المملكة العربية السعودية ربع احتياطي العالم من معدن التانتالوم ( المصدر ويكيبيديا https://ar.wikipedia.org/wiki/%D8%A7%D9%84%D9%85%D9%88%D8%A7%D8%B1%D8%AF_%D8%A7%D9%84%D8%B7%D8%A8%D9%8A%D8%B9%D9%8A%D8%A9_%D9%81%D9%8A_%D8%A7%D9%84%D8%B3%D8%B9%D9%88%D8%AF%D9%8A%D8%A9
ويوجد التنتالوم في مصر في منطقة جبل أبو دباب بالبحر الأحمر.
اكتشفه آندرز غوستاف إيكبرغ عام 1802 م.